# Szczecin-Kamieńi főegyházmegye
A Szczecin-Kamieńi főegyházmegye (latinul: Archidioecesis Sedinensis-Caminensis) a római katolikus egyház latin metropolita főegyházmegyéje, amelynek érseki székhelye Lengyelországban, Szczecin és Kamień Pomorski városokban található. A lakosság 24,3% -a hetente vagy annál többször vesz részt az istentiszteleteken, ez Lengyelország legkevésbé vallásos egyházmegyéje.

## Érsekek és püspökök
- Jerzy Stroba érsek (1972. június 28. – 1978. szeptember 21.; kinevezték Poznań érsekévé)
- Kazimierz Jan Majdański érsek (1979. március 1. – 1992. március 25.)
- Marian Przykucki érsek (1992. március 25. – 1999. május 1.)
- Zygmunt Kamiński érsek (1999. május 1. – 2009. február 21.)
- Andrzej Dzięga érsek (2009. február 21. – 2024. február 24)[1]
- Wiesław Śmigiel érsek (2024. szeptember 13. – napjainkig)

## Szuffragán egyházmegyék
A főegyházmegye Szuffragán egyházmegyéi:
- Koszalin-Kołobrzegi egyházmegye
- Zielona Góra-Gorzówi egyházmegye

## Szomszédos egyházmegyék
- Berlini főegyházmegye (délnyugat)
- Koszalin-Kołobrzegi egyházmegye (kelet)
- Zielona Góra-Gorzówi egyházmegye (dél)

## Fordítás
- Ez a szócikk részben vagy egészben  a   Roman Catholic Archdiocese of Szczecin-Kamień című angol Wikipédia-szócikk ezen változatának fordításán alapul.  Az eredeti cikk szerkesztőit annak laptörténete sorolja fel. Ez a jelzés csupán a megfogalmazás eredetét és a szerzői jogokat jelzi, nem szolgál a cikkben szereplő információk forrásmegjelöléseként.